# Kachtenhausen
Kachtenhausen ist ein Ortsteil der lippischen Stadt Lage in Nordrhein-Westfalen. Bis zur Eingemeindung nach Lage am 1. Januar 1970 war Kachtenhausen eine selbstständige Gemeinde im Kreis Lemgo.

## Geographie

### Lage
Der Ortsteil liegt im äußersten Westen des Stadtgebietes und grenzt an die Stadt Oerlinghausen. Bis zur Kreisstadt Detmold sind es 10 Kilometer und nach Bielefeld sind es etwa 20 Kilometer.

### Schutzgebiete
Nordöstlich von Kachtenhausen erstreckt sich das rund 20 Hektar große Naturschutzgebiet „Grutt- und Sunderbach“.

## Geschichte

### Ortsname
Kachtenhausen wurde um 1215 als Kachtenhosen erstmals schriftlich erwähnt.
Folgende Schreibweisen sind im Laufe der Jahrhunderte ebenfalls belegt: Kachttenhozen (1302), Cachtenhus[en] (um 1361), Cachtenhusen (1456), Cachtennhusen (1572, im Landschatzregister), Kachtenhausen und Kachtenhaüsen (1616/17, in den Salbüchern), Cachtenhaußen (1618, im Landschatzregister), Cachtenhausen (1620, in den Salbüchern), Kachenhausen (1708, im Auswandererverzeichnis), Kachtenhuß (1720/21) sowie Kachenhausen (1758, 1796 und 1805).

### 20. Jahrhundert
Am 1. April 1957 verlor die ehemalige Gemeinde Wellentrup Gebietsteile an die neue Gemeinde Helpup, die zudem noch die ehemaligen Gemeinden Mackenbruch und Währentrup eingliederte. Am 11. Dezember 1963 wurde die Gemeinde Wellentrup in Kachtenhausen umbenannt.

### Wappen
Das Wappen der ehemaligen Gemeinde Kachtenhausen zeigt zwei Schornsteine für den Industriestandort (Möbelfabrik Bergmann, Landschlachterei Pieper), ein Wagenrad für die landwirtschaftliche Tradition sowie einen stilisierten Bachlauf für den Kachtenhausen durchfließenden Haferbach.

### Einwohnerentwicklung
| Jahr      | 1860 | 1939 | 1962 | 2023 |
| Einwohner | 1115 | 1359 | 1242 | 2049 |
| --------- | ---- | ---- | ---- | ---- |

## Infrastruktur

### Öffentliche Einrichtungen
- Löscheinheit Kachtenhausen der Freiwilligen Feuerwehr Lage mit  Kleintanklöschfahrzeug, TSF-W,  Löschgruppenfahrzeug (LF 20), Mannschaftstransportfahrzeug (MTF) sowie Dekon P

### Sozialverbände
- AWO Ortsverein Kachtenhausen
- DRK Ortsverein Kachtenhausen von 1963

### Kirche
- Evangelisch-reformierte Johanneskirche

### Vereine
- TuS Kachtenhausen mit über 1500 Mitgliedern
- Männergesangverein Frohsinn mit 47 Mitgliedern.

### Regelmäßige Veranstaltungen
- Alle zwei Jahre findet die von den Vereinen veranstaltete Mittsommernacht als Dorffest statt.